# Oligositoides semicinctum
Oligositoides semicinctum är en stekelart som beskrevs av De Santis 1969. Oligositoides semicinctum ingår i släktet Oligositoides och familjen hårstrimsteklar.
Artens utbredningsområde är Kenya. Inga underarter finns listade i Catalogue of Life.